# Брудний Санчес (секс)
Брудний Санчес (англ.Dirty Sanchez) — сленгова назва сексуальної девіації, коли після закінчення анального сексу, чоловік проводить пенісом по верхній губі партнерки, залишаючи фекальний слід у вигляді вусів. Евфемізм є алюзією на стереотипний образ мексиканців.

## Етимологія
Термін ввійшов в обіг у 1960-х у сленг Поларі в середовищах британських злочинців, повій, циркачів, шоуменів, акторів та ЛГБТ-субкультур. Оглядач каліфорнійського тижневика ¡Ask a Mexican! Густаво Ареландо пов'язує термін із алюзією на стереотипний образ мексиканців.

## Згадки в культурі
Брудний Санчес згадується у пісні Шокер, рок-гурту Steel Panther.
У 2001 році в епізоді Правильне використання презерватива, мультсеріалу Південний Парк.
В 2005 році в фільмі Сорокалітній незайманий в епізоді коли друзі дізнають що Енді досі цнотливий.
У 2006, у фільмі Дастіна Даймонда Screeched — Saved by the smell.
Детройтська радіостанція The Ticket (97.1 FM) була двічі оштрафована за використання терміна в прямому ефірі Федеральною комісією зі зв'язку США.
У своїх виступах вислів часто використовує гуморист і ведучий Говард Стерн.
Через цензуру на телебаченні вислів був видозмінений на Брудного Раміреза у мультсеріалі Гріфіни.

## Критика
Оглядач Ден Саваж стверджуєщо термін є повністю вигаданим.
Браян Булдрі, енциклопедист, впевнений, що Брудний Санчес є просто міською легендою.
Окремі урбаністичні словники стверджують, що вислів «покликаний скоріше викликати суспільний шок, аніж позначити чи описати побутову сексуальну практику, хоча без сумніву дехто точно експериментували і будуть».